# Bifenil
Bifenil (di2 – ili bi- + fenil, difenil, fenilbenzen, E 230, C6H5-C6H5) je aromatski ugljikovodik, koji se ističe toplinskom postojanošću. Ima ga u katranu kamenog ugljena. Služi u organskim sintezama, u proizvodnji mnogih bojila, kao konzervans i kao medij za laboratorijske toplinske kupelji.
Bifenil i njegovi derivati tvore najveću grupu spojeva koji imaju izravno spojene benzenske prstenove. Bifenil se dobiva grijanjem benzena na visoku temperaturu. Kod laboratorijske preparacije dovode se pare ključajućeg benzena u dodir sa spiralom električki grijane krom-nikalne žice, a u industriji se proizvodi provođenjem benzenskih para kroz rastaljeno olovo ili vruće cijevi.
2 C6H6 -> C6H5C6H5 + H2
Budući da je početno stanje u stvaranju bifenila nesumnjivo raspad benzena u fenilne radikale i atome vodika, ne treba se čuditi da nastaju i male količine terfenila, m- i p-difenilbenzen, te kvatrofenila, 1,3,5-trifenilbenzen i 4,4`-bi(bifenil).
Iz benzendiazonijeva klorida nastaje oko 20 % difenila, ali je kod nekih diazonijevih soli iskorištenje diarila još veće.